# لوکا هنی
لوکا هنی (به انگلیسی: Luca Hänni) (زاده ۸ اکتبر ۱۹۹۴) خواننده سوئیسی است.
او نماینده سوئیس در یوروویژن ۲۰۱۹ بود و به مقام چهارم دست یافت.